# Toyota Aurion
O Aurion é um automóvel sedan de porte grande da Toyota.